# ТЕС Джидда 2
21°27′54″ пн. ш. 39°11′1″ сх. д. / 21.46500° пн. ш. 39.18361° сх. д.
ТЕС Джидда 2 — колишня теплова електростанція на західному узбережжі Саудівської Аравії.
З 1965 по 1978 роки на майданчику станції стали до ладу п’ять газових турбін загальною потужністю 115 МВт. Зокрема, відомо, що в 1978-му змонтували не менш ніж дві турбіни виробництва Westinghouse, а також те, що на станції використовували турбіну Westinghouse типу 251B2. Всі турбіни працювали у відкритому циклі та були розраховані на споживання дизельного пального.
З плином часу застарілу станцію вивели в експлуатації. Як засвідчують дані геоінформаційних систем, на початку 2017-го споруди ТЕС були демонтовані. 